# 袁甫 (晋朝)
袁甫（?—?），表字公胄，西晋淮南郡历阳县（今安徽和县）人。
袁甫幼年好学博通，以才学与华谭齐名，善于论辩。曾经拜见中领军何勗，自称能担任要害的县令。何勗问他为什么不担任台阁之职？他回答人各有能与不能，任人以职必先考虑才能。何勗同意他，任命他为松滋县令，转任淮南国大农、郎中令。八十多岁在家中去世。